# 班·甘默
班傑明·喬瑟夫·甘默（英語：Benjamin Joseph Gamel，1992年5月17日—），為美國職棒大聯盟的外野手，目前效力於底特律老虎。他先前曾效力於洋基、水手、釀酒人、印地安人、海盜、教士、大都會與太空人等隊。

## 職業生涯

### 紐約洋基
2010年美國職棒大聯盟選秀，洋基在第十輪選進甘默。甘默在洋基小聯盟維持一年升一級的速度，在2015年登上3A。

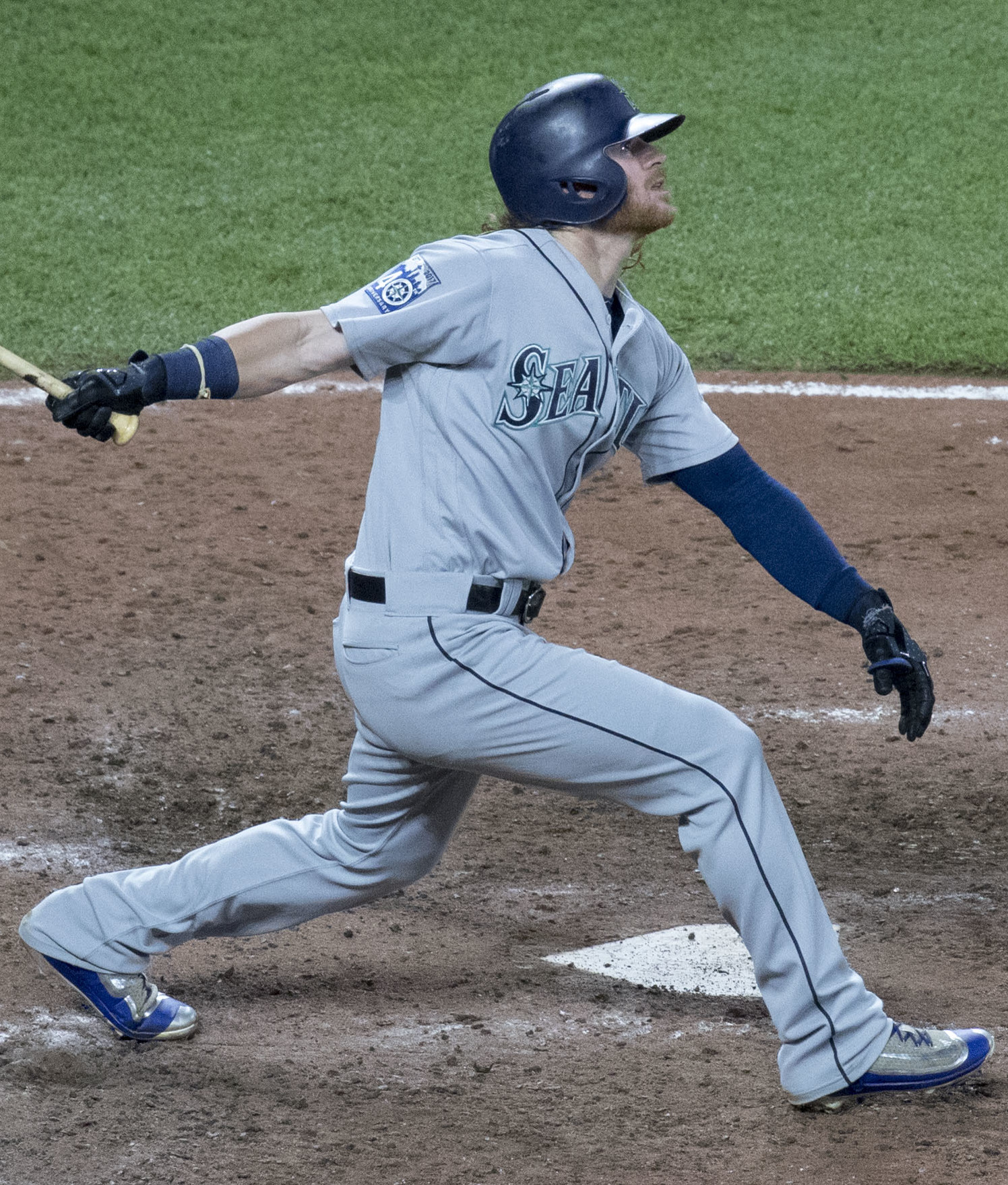
在水手隊的甘默

2016年，甘默受邀參加大聯盟春訓，並於5月6日登上大聯盟。這年他幾乎都待在3A，還拿下國際聯盟的MVP。

### 西雅圖水手
2016年8月31日，洋基用甘默向水手換取兩位小聯盟新秀。2017年，甘默繳出2成75的打擊率，並敲出11轟與59分打點。隔年他僅敲出1轟與19分打點。

### 密爾瓦基釀酒人
2018年12月21日，水手將甘默和Noah Zavolas交易到釀酒人，換來多明哥·山塔那。甘默在2019年繳出2成55的打擊率，並敲出7轟與33分打點。隔年他的打擊率為2成37，並敲出3轟與10分打點。球季結束後，他成為自由球員。

### 克里夫蘭印地安人
2021年2月11日，甘默與印地安人簽下小聯盟約，並受邀參加春訓。他在3月27日登上大聯盟，最後在5月5日被球隊指定讓渡。

### 匹茲堡海盜
2021年5月9日，海盜從讓渡名單中選走甘默。他在海盜出賽111場比賽，共繳出2成55的打擊率，並敲出8轟與26分打點。

### 坦帕灣光芒
2023年2月22日，甘默與光芒簽下小聯盟約。他在3A出賽59場比賽，繳出2成76的打擊率，並敲出8轟與31分打點。

### 聖地牙哥教士
2023年7月13日，光芒將甘默交易到教士。他在3A繳出3成14的打擊率，並在8月14日登上大聯盟。不過他在教士隊僅敲出3支安打，因此他在9月7日被球隊指定讓渡。甘默拒絕球隊下放到小聯盟，因此成為自由球員。

## 個人生活
甘默的哥哥麥特也是一名大聯盟球員，曾於2008年至2012年間效力於釀酒人。甘默目前已婚，並於2022年3月迎來長女。

## 外部連結
- 球員資訊和成績在MLB ，ESPN ，Retrosheet ，Baseball Reference ，Baseball Reference (Minors) ，Fangraphs ，The Baseball Cube （英文）